# Irlande au Concours Eurovision de la chanson 2003
L’Irlande participe au Concours Eurovision de la chanson 2003 à Riga, en Lettonie.
Le pays est représenté par la chanson We've Got the World, interprétée par Mickey Joe Harte.
Le diffuseur irlandais Raidió Teilifís Éireann (RTÉ) revient au Concours Eurovision de la chanson après son retrait en 2002 comme l'un des six derniers pays du concours de 2001.

## Sélection
La sélection de la chanson de l'Irlande au Concours Eurovision de la chanson 2003 se confond avec la première saison du télécrochet You're a Star, développée par RTÉ et coproduite avec ShinAwil Productions. Les spectacles ont lieu au Mahoney Hall du Helix de l'université de la ville de Dublin, animés par Ray D'Arcy et comportent un jury composé du compositeur et musicien Phil Coulter, de la personnalité de la télévision et ancien membre d'Atomic Kitten Kerry Katona, le producteur Darren Smith et le directeur musical Louis Walsh. Le concours comprend 20 émissions, il commence le 3 novembre 2002 et se termine le 8 mars 2003. Toutes les émissions de la compétition sont diffusées sur RTÉ One.
Le concours se déroule en deux phases. La première phase implique plus de 5 000 candidats qui participent à des auditions organisées dans toute l'Irlande à Dún Laoghaire, Belfast, Dundalk, Cork, Killarney, Kilkenny, Galway, Derry et South Dublin. Les dix premières émissions montrent les auditions qui retiennent un total de 13 candidats pour passer à l'étape suivante du concours. Neuf des candidats sont sélectionnés à la suite d'un télévote (un par ville d'audition) et les quatre autres sélectionnés par le jury (un par juge). La deuxième phase est les dix émissions en direct où les résultats de toutes les émissions sont déterminés uniquement par un télévote ; le jury n'a qu'un rôle consultatif. Après la septième émission, les quatre candidats restants au concours sont jumelés à une chanson potentielle du concours Eurovision de la chanson sélectionnée par deux des juges Phil Coulter et Louis Walsh parmi les candidatures reçues par des compositeurs établis approchés par RTÉ. Le télévote qui a lieu dans les deux phases se déroule par téléphone et SMS en Irlande et en Irlande du Nord.
Mickey Joe Harte est le vainqueur avec We've Got the World, une chanson écrite par Martin Brannigan et Keith Molloy.

### Résultats
Lexique
 – Candidat ayant reçu le plus de votes du public
 – Candidat ayant reçu le moins de votes du public et éliminé
| Contestant                    | Émission 1 | Émission 2           | Émission 3           | Émission 4           | Émission 5           | Émission 6           | Émission 7           | Émission 8           | Émission 9           | Émission 10 (Finale) |
| ----------------------------- | ---------- | -------------------- | -------------------- | -------------------- | -------------------- | -------------------- | -------------------- | -------------------- | -------------------- | -------------------- |
| Mickey Harte                  | NC         | 3e                   | 2e                   | 2e                   | 2e                   | 1er                  | 2e                   | 1er                  | 1er                  | 1er                  |
| Simon Casey                   | NC         | 2e                   | 1er                  | 1er                  | 1er                  | 2e                   | 1er                  | 2e                   | 2e                   | 2e                   |
| Michael Leonard               | 3e         | NC                   | 6e                   | 4e                   | 3e                   | 5e                   | 4e                   | 3e                   | 3e                   | Éliminé (Émission 9) |
| Lisa Bresnan                  | 1er        | NC                   | 4e                   | 3e                   | 4e                   | 3e                   | 3e                   | 4e                   | Éliminé (Émission 8) | Éliminé (Émission 8) |
| Brian Ormond                  | NC         | 1er                  | 3e                   | 5e                   | 6e                   | 4e                   | 5e/6e                | Éliminé (Émission 7) | Éliminé (Émission 7) | Éliminé (Émission 7) |
| Shauna and Caoimhe McElhinney | 2e         | NC                   | 7e                   | 8e                   | 5e                   | 6e                   | 5e/6e                | Éliminé (Émission 7) | Éliminé (Émission 7) | Éliminé (Émission 7) |
| Sarah Brophy                  | 4e         | NC                   | 9e                   | 7e                   | 7e                   | 7e                   | Éliminé (Émission 6) | Éliminé (Émission 6) | Éliminé (Émission 6) | Éliminé (Émission 6) |
| Susan McFadden                | NC         | 4e                   | 5e                   | 6e                   | 8e                   | Éliminé (Émission 5) | Éliminé (Émission 5) | Éliminé (Émission 5) | Éliminé (Émission 5) | Éliminé (Émission 5) |
| Joanne Fahy                   | NC         | 5e                   | 8e                   | 9e                   | Éliminé (Émission 4) | Éliminé (Émission 4) | Éliminé (Émission 4) | Éliminé (Émission 4) | Éliminé (Émission 4) | Éliminé (Émission 4) |
| Azi Jegbefume                 | 6e         | NC                   | 10e/11e              | Éliminé (Émission 3) | Éliminé (Émission 3) | Éliminé (Émission 3) | Éliminé (Émission 3) | Éliminé (Émission 3) | Éliminé (Émission 3) | Éliminé (Émission 3) |
| Catherine Yore                | 5e         | NC                   | 10e/11e              | Éliminé (Émission 3) | Éliminé (Émission 3) | Éliminé (Émission 3) | Éliminé (Émission 3) | Éliminé (Émission 3) | Éliminé (Émission 3) | Éliminé (Émission 3) |
| Susan McGowan                 | NC         | 6e                   | Éliminé (Émission 2) | Éliminé (Émission 2) | Éliminé (Émission 2) | Éliminé (Émission 2) | Éliminé (Émission 2) | Éliminé (Émission 2) | Éliminé (Émission 2) | Éliminé (Émission 2) |
| Catriona McGinty              | 7e         | Éliminé (Émission 1) | Éliminé (Émission 1) | Éliminé (Émission 1) | Éliminé (Émission 1) | Éliminé (Émission 1) | Éliminé (Émission 1) | Éliminé (Émission 1) | Éliminé (Émission 1) | Éliminé (Émission 1) |

## Eurovision
Selon les règles de l'Eurovision, toutes les nations à l'exception des cinq derniers pays du concours de 2002 participent à la finale le 24 mai 2003. Le 29 novembre 2002, un tirage au sort a lieu qui détermine l'ordre de passage.
En Irlande, l'émission est diffusée sur RTÉ One avec les commentaires de Marty Whelan et Phil Coulter. La porte-parole irlandaise, qui annonce les votes irlandais pendant l'émission, est Pamela Flood.
La chanson de l'Irlande est troisième de la soirée, suivant Weil der Mensch zählt interprétée par Alf Poier pour l'Autriche et avant Everyway That I Can interprétée par Sertab Erener pour la Turquie.
À la fin du vote, la chanson obtient 53 points et finit onzième sur les vingt-cinq participants.

### Points attribués par l'Irlande
| 12 points | Norvège   |
| 10 points | Belgique  |
| 8 points  | Estonie   |
| 7 points  | Islande   |
| 6 points  | Croatie   |
| 5 points  | Pays-Bas  |
| 4 points  | Allemagne |
| 3 points  | Malte     |
| 2 points  | Portugal  |
| 1 point   | Grèce     |

### Points attribués à l'Irlande
| 12 points         | 10 points | 8 points | 7 points             | 6 points                        |
| ----------------- | --------- | -------- | -------------------- | ------------------------------- |
| - Royaume-Uni     |           |          | - Chypre - Portugal  | - Norvège                       |
| 5 points          | 4 points  | 3 points | 2 points             | 1 point                         |
| - Malte - Turquie | - Croatie |          | - Islande - Slovénie | - Belgique - Lettonie - Ukraine |